# Gregor Cankar
Gregor Cankar (Eslovenia, 25 de enero de 1975) es un atleta esloveno, especializado en la prueba de salto de longitud, en la que llegó a ser medallista de bronce mundial en 1999.

## Carrera deportiva
En el Mundial de Maebashi 1999 quedó en cuarto lugar en salto de longitud, con un salto de 8.28 metros, quedando tras el cubano Iván Pedroso (oro con un salto de 8.62 metros), el español Yago Lamela (plata con un salto de 8.56 metros) y el estadounidense Erick Walder (bronce con un salto de 8.30m).
En el Mundial de Sevilla 1999 quedó en tercer lugar en salto de longitud, con un salto de 8.36 metros, quedando tras el cubano Iván Pedroso (oro con un salto de 8.56 metros), el español Yago Lamela (plata con un salto de 8.40 metros).